# بیجار (بیرجند)
بیجار یک منطقهٔ مسکونی در ایران است که در دهستان باقران واقع شده‌است. براساس سرشماری مرکز آمار ایران در سال ۱۳۹۵، بیجار ۱۴۹ نفر جمعیت دارد.